# دانيال هاردينغ
دانيال هاردينغ (بالإنجليزية: Daniel Harding)‏ هو موزع وموسيقي بريطاني، ولد في 31 أغسطس 1975 في أكسفورد في المملكة المتحدة.

## وصلات خارجية
- دانيال هاردينغ على موقع IMDb (الإنجليزية)
- دانيال هاردينغ على موقع مونزينجر (الألمانية)
- دانيال هاردينغ على موقع ميوزك برينز (الإنجليزية)
- دانيال هاردينغ على موقع أول ميوزيك (الإنجليزية)
- دانيال هاردينغ على موقع ديسكوغز (الإنجليزية)